# Кутинська Віра Іванівна
Віра Іванівна Кутинська (14 вересня 1897 — 27 листопада 1981) — українська художниця-бойчукістка та аніматорка.

## Життєпис
Народилася 14 вересня 1897 року в селі Зарубинці Уманського повіту на Київщині (сьогодні Монастирищенський р-н, Черкаської обл.) в родині Івана Кутинського сільського художника-іконописця. Дитинство й юність Віри Кутинської  пройшли  в  Умані, куди  невдовзі  перебралася вся  родина. 1913 року закінчила гімназію в Умані. Цього ж року стала студенткою Київської учительської семінарії ім. Ушинського. По закінченні  семінарії  (1917) стала однією з перших учительок українознавства, української мови та літератури на Черкащині. А оскільки в родині і батько, і дід були самоучки і іконописці, то й в Вірі передався родинний талант, вона поступила в Українську академію мистецтв на живописний факультет і навчалася в майстерні  професора Михайла Бойчука (1920—1925 рр., 1930–1931 рр.).
Упродовж 1932–1937 років В. Кутинська працювала на Київській кіностудії «Київнаукфільм» режисером-мультиплікатором. Але мрія бути мистцем її не полишала. Зрештою, 1937-го поїхала в Решетилівку — працювати художником. За її малюнками ткали рушники, скатерки, килими. Для одного з ескізів — коричневий орнамент на синьому тлі — не знайшлося відповідних темних ниток, і майстрині замінили їх на світліші… Всіх їх розстріляли разом із контролером за «протаскування націоналістичної жовтоблакитної барви». В.Кутинську врятувало лише те, що зберігся робочий коричневосиній ескіз скатерки. Після пережитих траґічних подій вона покинула ткацтво й назавжди повернулася до мультиплікації, та все ж не полишала народного мистецтва.
Під час Другої світової війни перебувала в Ташкенті, куди була евакуйована 1941 року з кіностудією й сином-підлітком. В 1944 році, після звільнення Києва від німецької окупації, повернулася.
Повоєнні роки — найактивніший період життя художниці. В цей час Віра Кутинська брала участь у художніх виставках, де представляла свої розписи на крепдешині — панно, серветки, картини-мініатюри, листівки, скриньки, одяг; виконала серію книжкових закладок, прикрашених тонкими й вишуканими українськими візерунками.
На кіностудії художниця створила кілька робіт, побудованих на народній творчості — це кольорові мультфільми за працями майстрів народного мистецтва М. Приймаченко та Г. Собачко. Зокрема, фільм «Пісні України» був відзначений премією за кордоном, але до Києва з конкурсу не повернувся, майже відразу вивезений у Росію і з «невідомих» причин знятий з екрана.
Померла 27 листопада 1981 р., похована в Києві на Байковому кладовищі.